# مقاطعة تشيمبورازو
مقاطعة تشيمبورازو هي مقاطعة في جبال الأنديز بالإكوادور ، ومن منزل إلى قسم من حديقة سنجاي الوطنية. العاصمة هي ريوبامبا. المقاطعة تحتوي بركان شمبورازو (6,267 م)، أعلى جبل في الإكوادور.

## كانتونات
وتنقسم المقاطعة إلى 10 كانتونات :